# Chloroclystis cryptolopha
Chloroclystis cryptolopha là một loài bướm đêm trong họ Geometridae.